# Turčianska Štiavnička
Turčianska Štiavnička es un municipio del distrito de Martin en la región de Žilina, Eslovaquia, con una población estimada a final del año 2024 de 999 habitantes.
Se encuentra ubicado al oeste de la región, cerca del curso alto del río Váh (cuenca hidrográfica del Danubio) y del parque nacional de Veľká Fatra.

## Demografía
| Año        | 1994 | 2004     | 2014     | 2024    |
| ---------- | ---- | -------- | -------- | ------- |
| Población  | 715  | 804      | 920      | 999     |
| Diferencia |      | +12,44 % | +14,42 % | +8,58 % |

| Año        | 2023 | 2024    |
| ---------- | ---- | ------- |
| Población  | 981  | 999     |
| Diferencia |      | +1,83 % |